# Donya (альбом)
Donya — второй студийный альбом ирано-шведского певца Араша, выпущенный в 2008 году.

Синглами с этого альбома стали «Chori Chori», «Suddenly», «Kandi», «Donya», «Dasa Bala» и «Pure Love».

## Список композиций
1. «Intro»
2. «Donya» (при участии Шэгги)
3. «Suddenly» (при участии Ребекки)
4. «Miduni Midunam»
5. «Kandi» (при участии Люмиди)
6. «Pure Love» (при участии Хелены)
7. «Naro»
8. «Chori, Chori» (при участии Анилы)
9. «Laf, Laf»
10. «Joone Man»
11. «Tanham»
12. «Doset Nadaram»
13. «Dasa Bala» (при участии Timbuktu, Айлар и Yag)
14. «Donya» (Payami Break Mix) (при участии Шэгги)

## Чарты
| Чарт (2008)                | Высшая позиция |
| -------------------------- | -------------- |
| Швеция (Sverigetopplistan) | 48             |
| Польша (ZPAV)              | 23             |

## Сертификация
| Регион                                                       | Сертификация | Продажи |
| ------------------------------------------------------------ | ------------ | ------- |
| Польша (ZPAV)                                                | Золотой      | 10 000* |
| * Данные о продажах приведены только на основе сертификации. |              |         |